# 中田安彦
中田 安彦（なかた やすひこ、1976年 - ）は、日本の国際政治研究家、陰謀史研究家、政治運動家。新潟県出身。早稲田大学社会科学部卒業後、読売新聞社で勤務。次いで、副島隆彦の下SNSI（副島国家戦略研究所）で研究員として活動。

## 人物
金相場師副島隆彦門下として、広くアメリカ政治全般、日本政治、また国際政治に精通する。また、読売新聞社記者だったことから、人脈が広く、音楽業界までに及び、音楽雑誌ぶらあぼにも知遇が在り、指揮者クリスチャン・ティーレマンを芋掘りナチスと、復たフランスの愛国政治家マリーヌ・ルペンをルンペン乞食と揶揄した事案も在る。日本であまり語られることの無かったデービッド・ロックフェラーについて主に読売新聞社が1992年に出版したデービッド・ロックフェラーと盛田昭夫の対談本『21世紀に向けて』を題材に陰謀論的見地から多くの情報提供をした業績もあるが、ジョン・D. ロックフェラーIV(ジョン・ロックフェラー4世 (D,WV))及び彼と日本の関係に就いて中田が触れた事は一度も無い。また、一時期れいわ新選組の山本太郎代表の政策秘書を務めていた、という情報も有る。
中田に関しては、バラック・オバマが大統領に当選した2008年、「史上初にして最後の盛大な大統領選」と定義付けたが、中田のライバルの地政学者にして歴史学者にして西洋音楽史研究家の椋代能行に、中田の知見と発言の背景を最大限に尊重しつつ、「史上最大のアメリカ合衆国大統領選はこれから未来永劫に続く」と靭く反発された、と謂うエピソードも在る。